# تپه گورستان سیلوه
تپه قبرستان سیلوه مربوط به دوران‌های تاریخی پس از اسلام است و در شهرستان پیرانشهر، بخش لاجان، روستای سیلوه واقع شده و این اثر در تاریخ ۷ مهر ۱۳۸۱ با شمارهٔ ثبت ۶۴۲۳ به‌عنوان یکی از آثار ملی ایران به ثبت رسیده است.